# 鄒琳
鄒 琳（すう りん）は中華民国の政治家・ジャーナリスト・銀行家・弁護士。日中戦争期間において、国民政府の財政政策を担当した人物の1人である。字は玉林。譜名は善炘。筆名は達公。祖籍は広東省潮州府大埔県。

## 事跡
1905年（光緒31年）、成都で高等予科学校に入学する。翌年、北京訳学館に合格、さらに1907年（光緒33年）には京師法政学堂に入学した。中華民国成立後の1912年（民国元年）からは、『民権報』、『民主報』、『民国報』などの各紙で社論を執筆しながら学業を継続している。京師法制学堂が国立北京法政専門学校に改組された後の1913年（民国2年）に卒業した。
卒業後の鄒琳は、弁護士として北京律師公会に加入し、またジャーナリストとして『実録報』の総編輯も務めた。1914年（民国3年）、四川省の屏山県や内江県で県知事となる。1919年（民国8年）からは広東に赴いて孫文（孫中山）の護法運動に参加した。翌年5月、広州軍政府司法部第三司司長に任ぜられ、以後、広東省で政府部門の各職を歴任している。
1928年（民国17年）1月、鄒琳は国民政府財政部秘書長に任ぜられ、7月に全国財政会議秘書長、12月に財政部塩務署署長となる。1930年（民国19年）1月、財政部常務次長となり、1932年（民国21年）7月、同部政務次長に任ぜられた。
日中戦争勃発後、鄒琳は国防最高会議委員、国家総動員設計委員会財政金融組主任に任命され、戦時財政政策の責任者の1人となった。以後、国防最高委員会設計委員会委員、広東省政府財政庁庁長、第4戦区経済委員会主任委員などを歴任している。1942年（民国31年）1月、財政部貿易委員会主任委員となり、翌年4月、財政部設計考核委員会委員も兼任した。1944年（民国33年）2月、中国銀行董事となり、10月、中国進出口（輸出入）貿易協会理事長となっている。なお鄒琳は、国民政府内では秦汾と共に宋子文の側近と目されていた。
戦後の1947年（民国36年）11月、広東省政府秘書長と広東省銀行董事長に就任する。翌月には広東物資調節委員会常務委員となった。国共内戦末期の1949年（民国38年）に香港へ去る。後に、崇正総会常務理事や世界客属懇親大会籌備委員会名誉理事など客家団体の幹部を務めた。
1984年11月22日、香港で死去。享年97。